# Cricetulus kamensis
Cricetulus kamensis é uma espécie de roedor da família Cricetidae.
Apenas pode ser encontrada na China.